# Dvinosauroidea
Super-famille
Les Dvinosauroidea sont une super-famille éteinte de temnospondyles dvinosauriens qui vivaient au Permien inférieur.

## Liste des familles
Selon Paleobiology Database (22 août 2020) :
- † famille Dvinosauridae Watson, 1919
- † famille Eobrachyopidae Shishkin, 1964
- † famille Tupilakosauridae Kuhn, 1960